# Piper riitosense
Piper riitosense är en pepparväxtart som beskrevs av Trel. & Yunck.. Piper riitosense ingår i släktet Piper och familjen pepparväxter. Inga underarter finns listade i Catalogue of Life.